# Maščevalci (skupina)
Maščevalci (angleško Avengers) so skupina ameriških stripovskih superjunakov, ki jih je ustvarila ameriška stripovska založba Marvel. Skupino, ki sta jo leta 1963 ustvarila Stan Lee in Jack Kirby, so prvotno sestavljali Thor, Iron Man, Hulk, Ant-Man in Wasp. Maščevalci so se prvič pojavili septembra 1963 v istoimenski seriji The Avengers. Njihov uspeh v stripih je pozneje privedel do več filmov, serij, risank in videoiger.

## Filmi
Po uspehu v stripih je bilo narejenih več filmov, v katerih se pojavljajo Maščevalci.
- Maščevalci (2012)
- Maščevalci: Ultronova doba (2015)
- Maščevalci: Brezmejna vojna (2018)
- Maščevalci: Zaključek (2019)

## Člani skupine
- Stotnik Amerika
- Iron Man
- Thor
- Hulk
- Črna vdova
- Sokol
- Spider-Man
- War Machine
- Doktor Strange
- Črni panter
- Scarlet Witch
- Ant-Man
- Quicksilver
- Mockingbird
- Stotnica Marvel
- Sam Wilson
- Black Knight
- Moon Knight
- Wasp
- Vision
- Hercules
- Moondragon